# Елькович, Леонид Яковлевич
Леонид Яковлевич Елькович (5 июня 1919, Петроград — 23 марта 2003, Казань) — советский и российский татарский график, искусствовед и педагог. Кандидат искусствоведения (1947).

## Биография
В 1941 году окончил физико-математический факультет Саратовского университета. В 1945 году окончил аспирантуру Ленинградского университета. В 1952—1958 годах работал в музеях Алма-Аты и Ашхабада. Был членом Союза художников Татарской АССР с 1956 года.
В 1950—1960-е годы был постоянным сотрудником журнала «Чаян». В 1966—1981 годах преподавал историю в Казанском инженерно-строительном институте, в 1983 году — в Казанском художественном училище.
Принимал участие во всесоюзных, республиканских и международных выставках советского художественного искусства.

## Творчество
- 1962 — У всех религий суть одна
- 1963 — Этой нечисти народ от ворот дал поворот
- 1964 — Введите черноглазого
- 1964 — Первый раз в ку-клукс-класс
- 1965 — Здравия желаю, мой генерал
- 1965 — Не бойся, малый, я тебя поддерживаю
- 1967 — Дайте адреса всех казанских ресторанов
- 1981 — Источник премий и почёта
- 1989 — Без слов (обязательства)